# 纳瓦霍湖
纳瓦霍湖（英語：Navajo Lake）是位于美国新墨西哥州西北部聖胡安縣以及里奧阿里巴縣的一座水庫，部分水域还延伸到了科羅拉多州阿丘利塔縣的南部。该人工湖是科罗拉多河调蓄工程的一部分，其目的为的存储科罗拉多河的上游圣胡安河的河水，同于当地的灌溉。